# باشگاه فوتبال نساجی مازندران
باشگاه فوتبال نساجی مازندران که به اختصار نساجی نیز نامیده می‌شود، یک باشگاه فوتبال ایرانی است که در سال ۱۳۳۸ در شهر قائم‌شهر، استان مازندران پایه‌گذاری شد. نساجی هم‌اکنون در لیگ آزادگان حضور دارد و قدیمی‌ترین باشگاه فوتبال تمام استان‌های شمالی ایران و از قدیمی‌ترین و پرهوادارترین تیم‌های ایران است.
از مهم‌ترین افتخارات باشگاه نساجی مازندران می‌توان به یک عنوان قهرمانی در جام حذفی فوتبال ایران و یک عنوان نایب‌قهرمانی در سوپر جام فوتبال ایران اشاره کرد.

## پیشینه

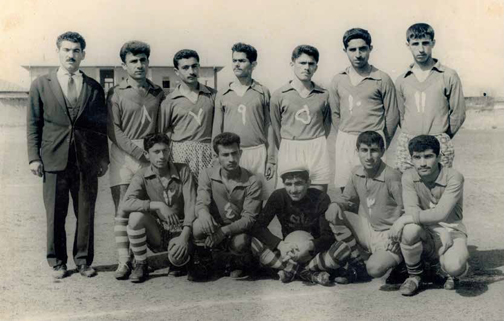
ترکیب نساجی در سال ۱۳۳۸ که نخستین ترکیب این تیم محسوب می‌شود.

باشگاه فوتبال نساجی مازندران در روز ۱۲ اردیبهشت‌ماه سال ۱۳۳۸ با حمایت شرکت نساجی مازندران در خیابان ساری شهر قائم‌شهر بنیان‌گذاری شد. از روز ۱۸ مهرماه سال ۱۳۶۲، یک تیم دیگر هم از نساجی حضور داشت که در نهایت، این دو تیم با حمایت رحیم دست‌نشان با هم متحد شدند و دوباره یک تیم واحد را تشکیل دادند.

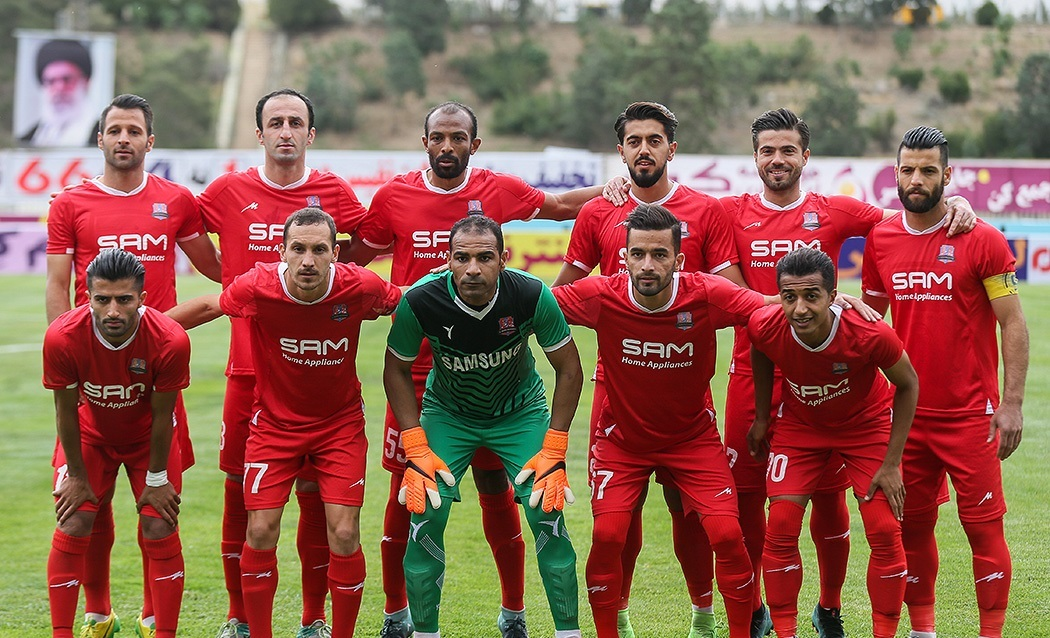
ترکیب نساجی برای بازی در آخرین هفته فصل ۱۳۹۷–۱۳۹۶ لیگ آزادگان که منجر به صعود این تیم به لیگ برتر خلیج فارس شد.

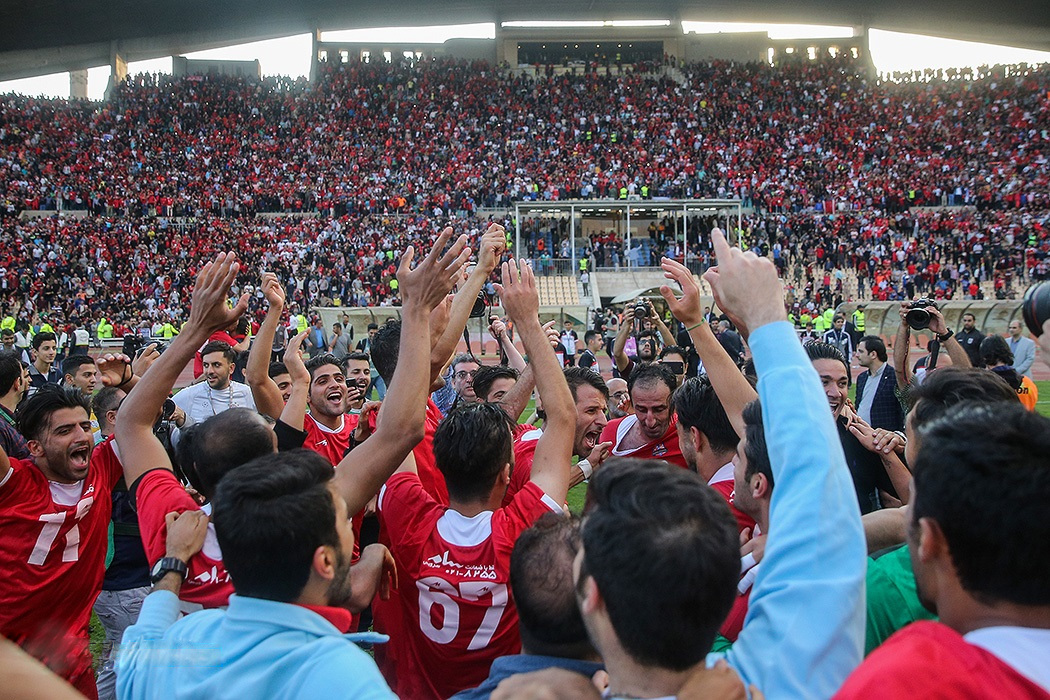
جشن صعود نساجی به لیگ برتر خلیج فارس

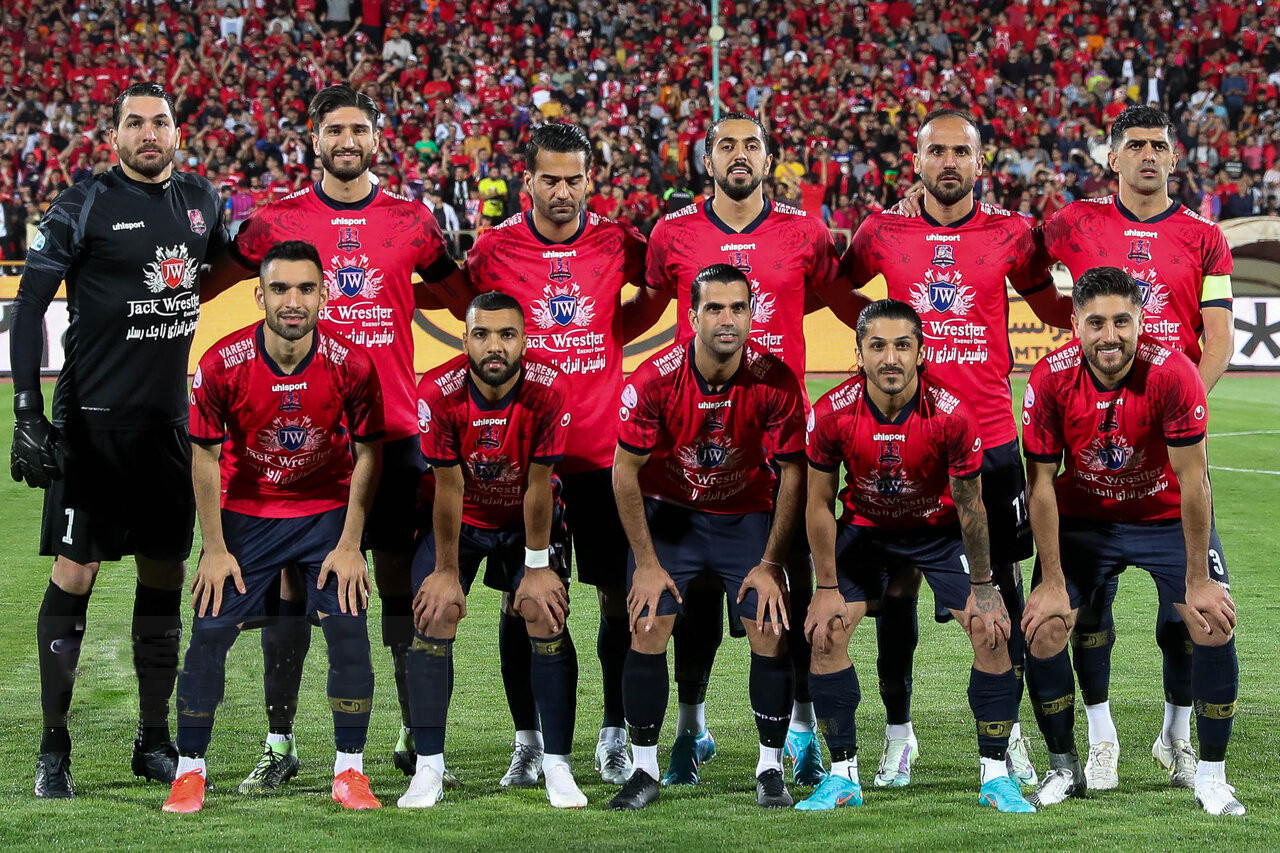
ترکیب نساجی برای بازی در فینال جام حذفی ۰۱–۱۴۰۰ که منجر به قهرمانی و صعود این تیم به لیگ قهرمانان آسیا شد.

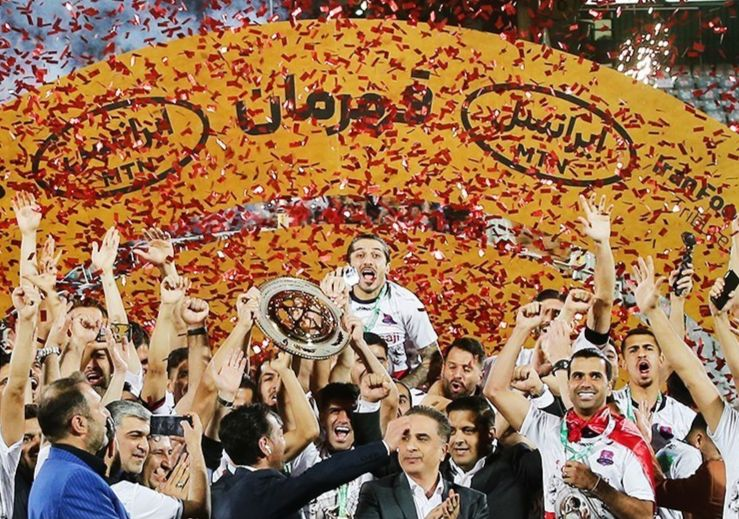
جشن قهرمانی نساجی در جام حذفی ایران

تیم فوتبال نساجی مازندران ترکیب اصلی تیم منتخب مازندران را برای حضور در لیگ سراسری ایران تشکیل می‌داد. در سال ۱۳۶۴، تیم منتخب مازندران با هدایت رحیم دست‌نشان و محمود سورتیجی، بعد از تیم‌های تهران الف و ب، عنوان سومی جام قدس را کسب کرد. به همین مناسبت در سال ۱۳۶۴، تیم منتخب مازندران به عنوان نمایندهٔ ایران به جام قائد اعظم پاکستان اعزام شد و در حالی که تیم‌های منتخب چین، پاکستان و بنگلادش نیز در مسابقات حضور داشتند، به مقام قهرمانی در این جام رسید و نادر دست‌نشان، آقای گل مسابقات شد. در سال ۱۳۶۶ نیز، تیم منتخب مازندران با هدایت محمدرضا متولی، بعد از تیم اصفهان، عنوان نایب‌قهرمانی جام قدس را کسب کرد.
تیم فوتبال نساجی مازندران سابقه حضور در لیگ‌های سراسری جام قدس و جام آزادگان را داشته و از تیم‌های خوب این رقابت‌ها محسوب می‌شد، به‌طوری‌که گرفتن امتیاز از بازی‌های خانگی نساجی برای حریفان این تیم حتی استقلال و پرسپولیس نیز کار سختی بود. نساجی در جام قدس ۶۹–۱۳۶۸ که اولین لیگ باشگاهی کشور پس از انقلاب ۱۳۵۷ محسوب می‌شود، با عملکردی مناسب توانست رده سوم جدول گروه الف این مسابقات را به خود اختصاص دهد. این مسابقات در دو گروه برگزار می‌شد و تیم‌های اول و دوم گروه‌های الف و ب برگزارکننده دیدارهای نیمه نهایی بودند. نساجی در جام آزادگان ۱۳۷۲ نیز با دو امتیاز اختلاف از رسیدن به مسابقات جام در جام آسیا بازماند. نساجی تا جام آزادگان ۱۳۷۳ در این مسابقات حضور داشت.
نادر دست‌نشان، کاپیتان پیشین و اسطوره باشگاه نساجی، درحالی که به تیم ملی دعوت می‌شد و مورد نظر تیم‌های دیگری مانند پرسپولیس نیز قرار داشت، بیشتر دوران بازیگری‌اش را در نساجی گذراند و موفق شد که در هشت بازی متوالی در لیگ ایران نه بار گلزنی کند و در این زمینه رکورددار است.
تیم فوتبال نساجی مازندران از سال ۱۳۷۴ تا ۱۳۸۳، در لیگ دسته یک فعالیت می‌کرده و همواره یکی از تیم‌های مدعی صعود بوده ولی به دلیل مشکلات مالی از صعود به لیگ برتر بازمی‌ماند. به عنوان نمونه در فصل ۸۱–۱۳۸۰، نساجی به عنوان تیم اول گروه خود به جمع چهار تیم نهایی مرحله پلی‌آف صعود به برتر خلیج فارس راه یافت که به دلیل مشکلات مالی نام برده شده نتوانست به لیگ برتر صعود کند. دو فصل بعد، مشکلات مالی این تیم تا آنجا پیش رفت که در پایان فصل ۸۳–۱۳۸۲، این تیم به رقابت‌های لیگ دسته دوم سقوط کرد. در فصل بعد، یعنی فصل ۸۴–۱۳۸۳، نساجی در رقابت‌های لیگ دسته دوم، با صعود از گروه خود وارد مرحله پلی‌آف شد ولی در یک قدمی صعود به لیگ آزادگان از صعود بازماند. در فصل ۸۵–۱۳۸۴، تیم فوتبال نساجی مازندران با مربیگری ابراهیم طالبی، جواز صعود به رقابت‌های لیگ آزادگان را دریافت کرد. این تیم از سال ۱۳۸۵، باز هم در لیگ آزادگان حضور داشت و همیشه یکی از تیم‌های امیدوار به صعود بوده ولی به دلیل مشکلات مالی نتوانست به لیگ برتر صعود کند.
باشگاه نساجی پس از رکود کارخانجات نساجی مازندران همواره با مشکلات زیادی مواجه بود و حتی واگذاری آن به بخش خصوصی هم نتوانست از مشکلات سنگین این تیم بکاهد. مشکلات نساجی ادامه داشت تا این‌که در سال ۱۳۸۷، با توافق مدیرعامل و مالک آن با هیئت فوتبال و تربیت بدنی استان مازندران، با مبلغ ۶۰۰ میلیون تومان و پرداخت تمام بدهی‌ها این تیم به مهدی پرهام مدیرعامل شرکت پولادین سازه جهان واگذار شد. پرهام در سال ۱۳۹۱، از نساجی رفت و تیم به حسین قاسم‌نژاد واگذار شد. در سال ۱۳۹۳، پرهام به نساجی بازگشت ولی پس از بدقولی‌های پیاپی مسئولان سیاسی و ورزشی استان مازندران، پرهام در تعطیلات نیم‌فصل ۹۶–۱۳۹۵، بخشی از سهام و در تعطیلات نیم‌فصل ۹۷–۱۳۹۶، تمام سهام باشگاه را به فرهاد صنیعی‌فر منتقل کرد.
تیم فوتبال نساجی مازندران در فصل ۹۷–۱۳۹۶، باز هم مدعی صعود به لیگ برتر بود. محمد عباس‌زاده از لیگ برتر به نساجی بازگشت و با انجام ۱۵ بازی، ۱۵ گل به ثمر رساند و جواد نکونام در ۹ بازی پایانی سرمربی نساجی شد که حاصل آن ۷ برد، ۲ تساوی، ۷ کلین شیت، ۲۱ گل زده و ۲ گل خورده بود. در نهایت نساجی در تاریخ نهم اردیبهشت سال ۱۳۹۷، در هفته پایانی لیگ آزادگان در ورزشگاه تختی تهران، موفق به شکست تیم راه‌آهن شد و توانست به عنوان نایب‌قهرمانی لیگ آزادگان برسد و بعد از ۲۴ سال به بالاترین سطح فوتبال ایران بازگردد.
پس از صعود نساجی به لیگ برتر خلیج فارس، صنیعی‌فر پیش از فصل ۹۸–۱۳۹۷، بخشی از سهام و در اواسط فصل ۹۹–۱۳۹۸، تمام سهام باشگاه را به رضا حدادیان مالک شرکت هواپیمایی وارش منتقل کرد.
تیم فوتبال نساجی مازندران با هدایت ساکت الهامی در جام حذفی فوتبال ایران ۰۱–۱۴۰۰، توانست با شکست تیم‌های آرمان گهر سیرجان، گل‌گهر سیرجان، استقلال تهران و مس کرمان به فینال جام حذفی فوتبال ایران برسد و در تاریخ هفتم اردیبهشت سال ۱۴۰۱، در فینال جام حذفی در ورزشگاه آزادی تهران، با تک گل مهرداد عبدی در دقیقه ۵۸، موفق به شکست تیم آلومینیوم اراک شد و توانست برای نخستین بار به عنوان قهرمانی جام حذفی ایران برسد و به لیگ قهرمانان آسیا صعود کند.
تیم فوتبال نساجی مازندران از سال ۱۳۹۷ در لیگ برتر فعالیت می‌کرده و همواره یکی از تیم‌های با امکانات لیگ برتر بوده ولی به دلیل مشکلات مدیریتی از صعود به رده‌های بالای جدول بازمی‌ماند. به عنوان نمونه در فصل ۰۳–۱۴۰۲، نساجی نمایندهٔ ایران در لیگ قهرمانان آسیا ۲۴–۲۰۲۳ بود که به دلیل مشکلات مدیریتی نام برده شده نتوانست از گروه خود به مرحله بعد صعود کند و در لیگ برتر نیز نتایج خوبی نگرفت. فصل بعد، مشکلات مدیریتی این تیم تا آنجا پیش رفت که در پایان فصل ۰۴–۱۴۰۳، این تیم به رقابت‌های لیگ دسته یک سقوط کرد.

### تاریخچه فوتبال قائم‌شهر
فوتبال در شهر قائم‌شهر سابقهٔ دیرینه‌ای دارد. ورزشگاه شهید وطنی (شهنا سابق) در سال ۱۳۲۵ در قائم‌شهر گشایش یافت. باشگاه فوتبال نساجی مازندران در سال ۱۳۳۸ در قائم‌شهر تأسیس شد و قدیمی‌ترین تیم شمال ایران و از قدیمی‌ترین تیم‌های ایران می‌باشد. در گذشته تیم‌هایی چون تاج شاهی (تأسیس دههٔ ۱۳۲۰)، بانک ملت، آزمایش و نفت قائم‌شهر نیز فعالیت می‌کردند. در دههٔ ۱۳۶۰ که هنوز لیگ برتر وجود نداشت، فوتبال در قائم‌شهر بین دو قطب نساجی و صنعت نفت قائم‌شهر که در لیگ فوتبال ایران، جام آزادگان، حضور داشتند تقسیم شد و این دو تیم سرسخت‌ترین حریفان حتی استقلال یا پرسپولیس را در قائم‌شهر شکست داده یا در تهران متوقف می‌کردند.
قائم‌شهر به همراه بندر انزلی تنها شهرهایی در فوتبال ایران هستند که مرکز استان نیستند و در زمانی صاحب دو نماینده در سطح اول فوتبال کشور شده‌اند.

## نماد، رنگ، نشان‌واره و پوشاک

### نماد
نام و نشان‌واره باشگاه، با الهام از کارخانه نساجی مازندران می‌باشد که در زمان پهلوی تأسیس شد و بسیاری از مردم مازندران در زمینه نساجی فعالیت داشته و دارند و امروزه جدا از کارخانجات این باشگاه یک نام تاریخی در فوتبال ایران است. ببر مازندران نماد باشگاه می‌باشد، همچنین به «امید شهر خسته»، «نساجی‌چی‌ها» و «نساج‌ها» نیز معروف هستند.

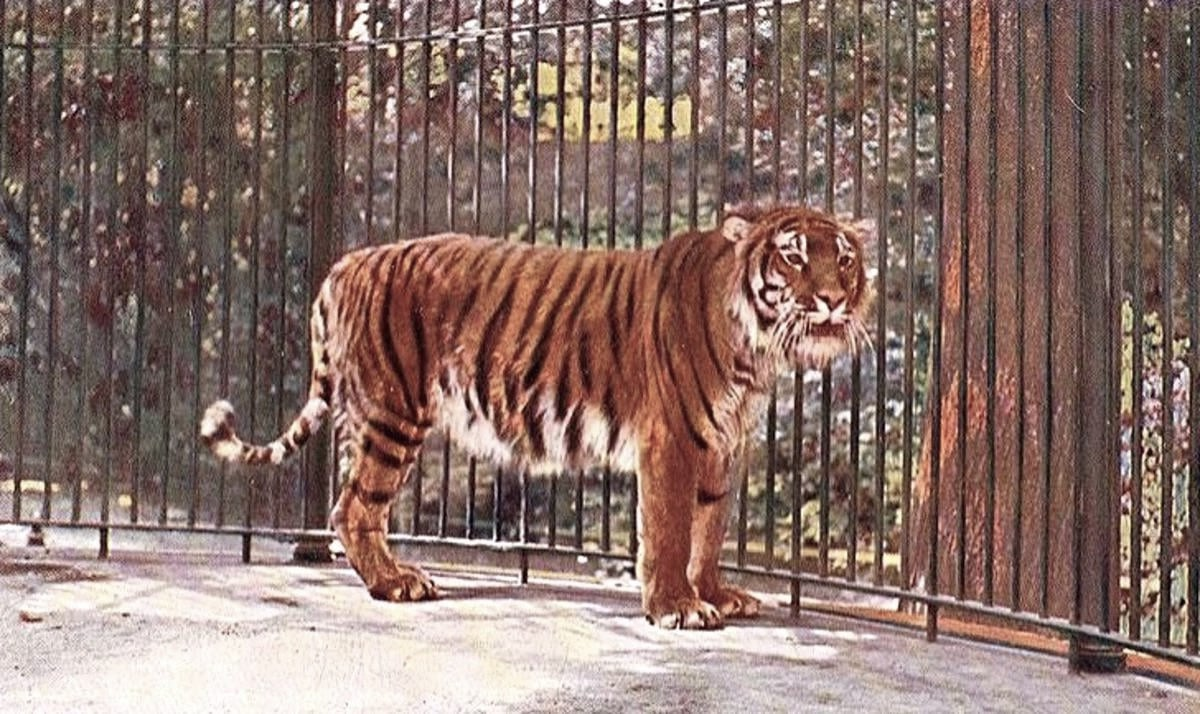
ببر مازندران، یکی از نمادهای نساجی

### رنگ
رنگ قرمز یکی از مهم‌ترین نمادهای باشگاه فوتبال نساجی به‌شمار می‌آید. در ابتدا رنگ اصلی پیراهن نساجی سرمه‌ای بود که پس تشکیل تیم دیگری از نساجی و سپس متحد شدن دو تیم، رنگ اصلی پیراهن نساجی قرمز شد و سرمه‌ای رنگ دوم تیم شد. همچنین در برخی فصول رنگ لباس نساجی، ترکیبی از رنگ قرمز به همراه یک رنگ دیگر بوده است، برای نمونه، یک فصل قرمز و سرمه‌ای، یک فصل قرمز و مشکی، یک فصل قرمز و آبی، فصل دیگر قرمز و سفید و چند بازی آبی با رگه‌های قرمز بوده است که با اعتراض هواداران روبرو شد. در مجموع همواره رنگ اصلی پیراهن تیم نساجی قرمز بوده است.

### نشان‌واره
باشگاه نساجی در طی تاریخش بیش از چهار نشان‌واره مختلف داشته است که با توجه به قرمز یا سرمه‌ای رنگ بودن لباس کارکنان کارخانه نساجی مازندران در بیشتر نشان‌واره‌های رسمی تیم از رنگ قرمز و سرمه‌ای استفاده شده است اما برای خاص بودن آن، در سال ۱۳۹۲ نشان‌واره این باشگاه تغییر کرد، بدین ترتیب نشان‌واره باشگاه با اضافه‌شدن تصویر ببر مازندران تغییر یافت.

نشان‌واره نساجی از سال ۱۳۸۸ تا ۱۳۹۲
نشان‌واره نساجی از سال ۱۳۹۲ تا ۱۳۹۳
نشان‌واره نساجی از سال ۱۳۹۳ تا ۱۳۹۶
نشان‌واره نساجی از سال ۱۳۹۶

### پوشاک
| دوره       | طراح لباس                          | اسپانسر                                               |
| ---------- | ---------------------------------- | ----------------------------------------------------- |
| ۱۳۸۸–۱۳۸۹  | مروژ - آل‌اشپورت - دایی - نهنگی     | لبنیات کندلوس/واکا کرویتز                             |
| ۱۳۸۹–۱۳۹۰  | آل‌اشپورت - مروژ - بیگ‌اسپرت         | لبنیات کندلوس/صنایع قالب و قطعه‌سازی شمال              |
| ۱۳۹۰–۱۳۹۱  | آل‌اشپورت - مروژ                    | لبنیات کندلوس                                         |
| ۱۳۹۱–۱۳۹۲  | آل‌اشپورت - مروژ                    | دریا پلاست ایمان                                      |
| ۱۳۹۲–۱۳۹۳  | دایی - آل‌اشپورت - مروژ - تکنیک     | قصر سفید                                              |
| ۱۳۹۳–۱۳۹۴  | آل‌اشپورت - نهنگی                   | ذوب‌آهن سهند غرب                                       |
| ۱۳۹۴–۱۳۹۵  | آل‌اشپورت - لیجا - مروژ             | بیمه رازی                                             |
| ۱۳۹۵–۱۳۹۶  | مروژ - جیووا - جام جم              | سامسونگ/مؤسسه اعتباری کوثر/همراه اول                  |
| ۱۳۹۶–۱۳۹۷  | مروژ                               | سامسونگ/سام                                           |
| ۱۳۹۷–۱۳۹۸  | مروژ - آل‌اشپورت - لی-نینگ - استارت | هواپیمایی وارش/سام/سامانتل/پات/گروه صنعتی مازرون فوم  |
| ۱۳۹۸–۱۳۹۹  | مروژ - استارت - یوسف جامه          | هواپیمایی وارش/یاماها/گروه صنعتی مازرون فوم           |
| ۱۳۹۹–۱۴۰۰  | یوسف جامه                          | هواپیمایی وارش/هتل داریوش کیش/نافه/سیف خودرو/مهرپویان |
| ۱۴۰۰–۱۴۰۱  | آل‌اشپورت                           | هواپیمایی وارش/هتل داریوش کیش/بیمه تجارت نو/جک رسلر   |
| ۱۴۰۱–۱۴۰۲  | آل‌اشپورت                           | هواپیمایی وارش/بیمه تجارت نو/جک رسلر                  |
| ۱۴۰۲–۱۴۰۳  | مروژ                               | هواپیمایی وارش/بیمه تجارت نو/مهرپویان                 |
| ۱۴۰۳–اکنون | پیک - استارت                       | هواپیمایی وارش/مهرپویان                               |

## نساجی در فرهنگ عامه و رسانه‌ها
نساجی به عنوان یک باشگاه فوتبال، در میان مردم ایران کاملاً شناخته‌شده است. عموم مردم شمال کشور همواره پیگیر نساجی هستند و این تیم متعلق به هوادارانش است و سال‌هاست که با هوادارانش زنده است. علی پروین، کاپیتان پیشین تیم ملی فوتبال ایران نیز به تمجید از این تیم پرداخت و گفت: نساجی مازندران از تیم‌های قدیمی و ریشه‌دار است که این تیم و تماشاگرانش را خیلی دوست دارم.
او افزود: مردم در مازندران نساجی را دوست دارند و همیشه خوب از این تیم حمایت می‌کنند. من این موضوع را سال‌هاست که می‌بینم.
بازی‌های رسمی این باشگاه در لیگ برتر و جام حذفی از شبکه تبرستان، به‌طور زنده پخش می‌شود. امکان مشاهده اینترنتی بازی‌های این تیم از برخی سایت‌های صداوسیما و صفحات نساجی نیز وجود دارد. برخی از بازی‌های حساس نساجی از شبکه دیجیتال ورزش نیز پخش زنده می‌شود. افزون بر این بازی‌های مهم نساجی با باشگاه‌های استقلال و پرسپولیس به صورت زنده از شبکه سراسری سوم سیما و شبکه جهانی جام جم نیز پخش می‌گردد.

## ورزشگاه

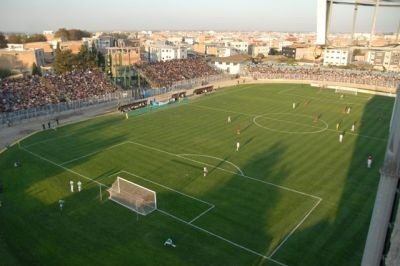
ورزشگاه شهید وطنی

باشگاه نساجی مازندران تمرین‌ها و بازی‌های خانگی خود را از زمان تأسیس در سال ۱۳۳۸ در ورزشگاه شهید وطنی انجام می‌دهد. ورزشگاه شهید وطنی در سال ۱۳۲۵ خورشیدی در شهر قائم‌شهر گشایش یافت و کارکنان کارخانه نساجی پس از هر شیفت کاری در آن فوتبال بازی می‌کردند. ورزشگاه شهید وطنی در حال حاضر گنجایش ۱۵٬۰۰۰ نفر را داراست و در بسیاری از بازی‌ها حتی روی دیواره اطراف سکوها و راهروها پر از هوادار می‌شود و به دلیل کمبود جایگاه بسیاری از اوقات چندین هزار نفر نمی‌توانند در ورزشگاه حضور بیابند، این ورزشگاه جز قدیمی‌ترین ورزشگاه‌های ایران است.

## هواداران

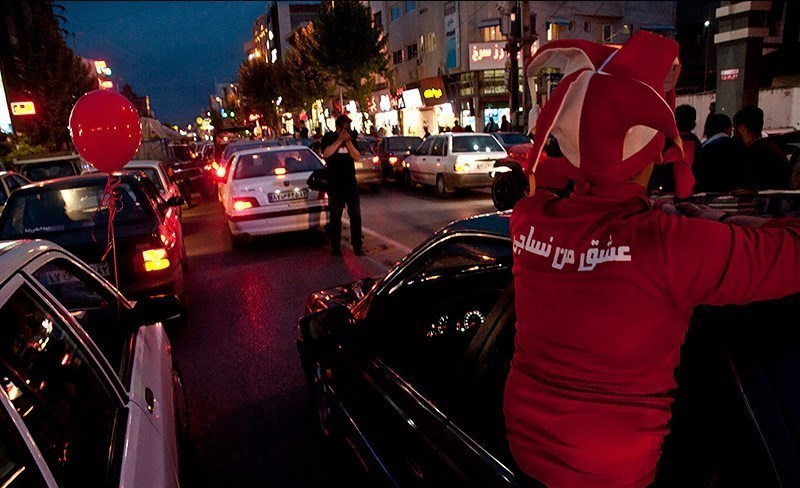
پس از پیروزی نساجی، هواداران این تیم در خیابان‌ها به جشن و شادی می‌پردازند.

نساجی باشگاه پر هواداری است بر پایه نظر سنجی‌های انجام شده این باشگاه به عنوان یکی از پرهوادارترین باشگاه‌های فوتبال ایران معرفی شده است. با این که باشگاه نساجی در قائم‌شهر قرار دارد، در سراسر ایران به خصوص شمال کشور هواداران زیادی دارد و در بازی های‌خارج از خانه نیز عده زیادی برای تشویق آن‌ها به ورزشگاه می‌روند و در کشور سرآمد هستند. علی فتح‌الله‌زاده، مدیرعامل پیشین استقلال در گفتگو با خبرنگار ورزشی گفت: «لیگ برتر به تیمی مثل نساجی نیاز دارد چون تماشاگران نساجی خاص هستند». همچنین باشگاه نساجی رکورددار حضور تماشاگر در لیگ آزادگان می‌باشد. بهداد سلیمی، حنیف عمران زاده، محسن بنگر و شجاع خلیل‌زاده از جمله ورزشکاران پرشمار هوادار نساجی هستند.
افشین قطبی، سرمربی وقت فولاد پس از تجربه بازی برابر نساجی گفت: «بازی کردن در برابر نساجی با هواداران پرشمار و مودبش برای هر تیمی دشوار است و باید بخشی از شکست خود را ناشی از حمایت هواداران نساجی از تیمشان بدانیم. وی با قدردانی از هواداران نساجی و حضورشان در هتل محل اقامت تیمش برای خوشامد گویی، افزود: چنین کاری از سوی هواداران یک تیم نادر است و از مردم مازندران و قائم‌شهر به خاطر میزبانی خوب قدردانی می‌کنم، وی گفت: هواداران نساجی با اجرای آهنگ‌هایی مختلف در ورزشگاه، یک محیط شادی را خلق کردند که لذت بخش و خاطر انگیز برای ما بود.»
نساجی با وجود کمبود ظرفیت در ورزشگاه خانگی، از پرتماشاگرترین تیم‌های ایران است.

### نساجی و برنامه نود
پس از دو هفته عدم پخش برنامه نود، هواداران باشگاه نساجی با سردادن شعارها و آوردن بنرهایی به حمایت از عادل فردوسی‌پور و برنامه پرمخاطب نود پرداختند و باشگاه نساجی از مدیران شبکه سوم سیما درخواست کرد اجازه ندهند نود تضعیف شود.
در بیانیه باشگاه نساجی آمده است:
در شرایطی که فوتبال ایران از بی‌عدالتی‌ها، نا پاکی‌ها و ناداوری‌ها رنج می‌برد شاهد تعطیلی دو هفته‌ای برنامه اثرگذار نود هستیم. اتفاقی که به‌طور قطع و یقین به ضرر فوتبال پاک و به سود ناپاکی‌های فوتبال است.
در این فوتبال اتفاقاتی در حال رخ‌دادن است که اگر بخواهید نود و عادل فردوسی‌پور را هم تضعیف کنید به زودی چیزی از فوتبال باقی نخواهد ماند.

باشگاه نساجی مازندران در ۹ هفته گذشته از لیگ هجدهم و به گواه کارشناسان از ناحیه داوری متضرر شده است. هواداران تیم نساجی تا دوشنبه شب چشم انتظار ماندند بلکه نود پخش شده و از مظلومیت نساجی رونمایی شود، البته نساجی قضاوت در خصوص داوری‌های اشتباه و ناعادلانه را به افکار عمومی سپرده است. تقاضای میلیون‌ها فوتبال‌دوست ایرانی از مدیران سیما این است که به خاطر عدل، عدالت و جلوگیری از ناپاکی‌ها برنامه نود پخش شود.

## عملکرد کلی
جدول زیر عملکرد کلی نساجی از سال ۱۳۶۸ را نشان می‌دهد.
| لیگ       | فصل       | رتبه    | جام حذفی   | لیگ قهرمانان |
| قدس       | ۶۹–۱۳۶۸   | سوم     | برگزار نشد | حضور نداشت   |
| دسته دوم  | ۷۰–۱۳۶۹   | سوم     | ۱/۱۶ نهایی | حضور نداشت   |
| آزادگان   | ۷۱–۱۳۷۰   | هفتم    | دور اول    | حضور نداشت   |
| آزادگان   | ۱۳۷۱      | هفتم    | برگزار نشد | حضور نداشت   |
| آزادگان   | ۱۳۷۲      | ششم     | ۱/۸ نهایی  | حضور نداشت   |
| آزادگان   | ۱۳۷۳      | دهم     | دور اول    | حضور نداشت   |
| دسته دوم  | ۱۳۷۴      | چهارم   | دور دوم    | حضور نداشت   |
| دسته دوم  | ۷۶–۱۳۷۵   | هشتم    | دور دوم    | حضور نداشت   |
| دسته دوم  | ۷۷–۱۳۷۶   | هفتم    | برگزار نشد | حضور نداشت   |
| دسته دوم  | ۷۸–۱۳۷۷   | پنجم    | ۱/۴ نهایی  | حضور نداشت   |
| دسته دوم  | ۷۹–۱۳۷۸   | ششم     | دور سوم    | حضور نداشت   |
| دسته دوم  | ۸۰–۱۳۷۹   | چهارم   | ۱/۴ نهایی  | حضور نداشت   |
| آزادگان   | ۸۱–۱۳۸۰   | چهارم   | دور سوم    | حضور نداشت   |
| آزادگان   | ۸۲–۱۳۸۱   | سیزدهم  | دور دوم    | حضور نداشت   |
| آزادگان   | ۸۳–۱۳۸۲   | شانزدهم | دور دوم    | حضور نداشت   |
| دسته دوم  | ۸۴–۱۳۸۳   | سوم     | دور اول    | حضور نداشت   |
| دسته دوم  | ۸۵–۱۳۸۴   | دوم     | ۱/۱۶ نهایی | حضور نداشت   |
| آزادگان   | ۸۶–۱۳۸۵   | ششم     | دور اول    | حضور نداشت   |
| آزادگان   | ۸۷–۱۳۸۶   | پنجم    | ۱/۱۶ نهایی | حضور نداشت   |
| آزادگان   | ۸۸–۱۳۸۷   | دوازدهم | ۱/۱۶ نهایی | حضور نداشت   |
| آزادگان   | ۸۹–۱۳۸۸   | هفتم    | ۱/۱۶ نهایی | حضور نداشت   |
| آزادگان   | ۹۰–۱۳۸۹   | چهارم   | دور سوم    | حضور نداشت   |
| آزادگان   | ۹۱–۱۳۹۰   | پنجم    | دور دوم    | حضور نداشت   |
| آزادگان   | ۹۲–۱۳۹۱   | هشتم    | دور اول    | حضور نداشت   |
| آزادگان   | ۹۳–۱۳۹۲   | سوم     | دور سوم    | حضور نداشت   |
| آزادگان   | ۹۴–۱۳۹۳   | سوم     | دور چهارم  | حضور نداشت   |
| آزادگان   | ۹۵–۱۳۹۴   | هشتم    | انصراف داد | حضور نداشت   |
| آزادگان   | ۹۶–۱۳۹۵   | دهم     | ۱/۱۶ نهایی | حضور نداشت   |
| آزادگان   | ۹۷–۱۳۹۶   | دوم     | ۱/۸ نهایی  | حضور نداشت   |
| خلیج فارس | ۹۸–۱۳۹۷   | دهم     | ۱/۸ نهایی  | حضور نداشت   |
| خلیج فارس | ۹۹–۱۳۹۸   | نهم     | ۱/۱۶ نهایی | حضور نداشت   |
| خلیج فارس | ۱۴۰۰–۱۳۹۹ | دوازدهم | ۱/۸ نهایی  | حضور نداشت   |
| خلیج فارس | ۰۱–۱۴۰۰   | دوازدهم | قهرمان     | حضور نداشت   |
| خلیج فارس | ۰۲–۱۴۰۱   | سیزدهم  | نیمه نهایی | حضور نداشت   |
| خلیج فارس | ۰۳–۱۴۰۲   | دوازدهم | ۱/۱۶ نهایی | دور گروهی    |
| خلیج فارس | ۰۴–۱۴۰۳   | پانزدهم | ۱/۴ نهایی  | حضور نداشت   |

راهنما:
 صعود به دسته بالاتر
 سقوط به دسته پایین‌تر

## افتخارات
- جام حذفی فوتبال ایران

 قهرمان (۱): ۱۴۰۱–۱۴۰۰
- سوپر جام فوتبال ایران

 نایب‌قهرمان (۱): ۱۴۰۱
- لیگ آزادگان

 نایب‌قهرمان (۱): ۱۳۹۷–۱۳۹۶

## رتبه جهانی
بنا به رتبه‌بندی وبگاه «فوتبال دیتابیس»، رتبه‌های جهانی و آسیایی نساجی مازندران بدین توضیح است:
- امتیاز کلی ۱۲۹۷
- رتبهٔ ۲۶ ایران
- رتبهٔ ۱۶۷ آسیا
- رتبهٔ ۱۵۴۵ جهان

منبع :
وبگاه footballdatabase.com
آخرین بروزرسانی در ۱۷ اردیبهشت ۱۴۰۴
راهنما:
سبز نوشت: افزایش
نقره‌ای نوشت: ثابت
قرمز نوشت: کاهش

## بازیکنان

### بازیکنان کنونی
تا تاریخ ۲۵ خرداد ۱۴۰۴
منبع:سایت رسمی باشگاه نساجی مازندران
| شماره |       | نقش   | بازیکن                    |
| ----- | ----- | ----- | ------------------------- |
| ۲     | ایران | مدافع | سعید آقایی                |
| ۳     | ایران | مدافع | وحید محمدزاده             |
| ۱۰    | ایران | هافبک | حسین زامهران              |
| ۱۱    | ایران | هافبک | مهرداد رضایی              |
| ۱۹    | ایران | هافبک | حسین حسن‌تبار زیر ۲۱سال    |
| ۳۱    | ایران | مدافع | رضا درویشی                |
| ۳۷    | ایران | هافبک | محمد حمیدی زیر ۲۳سال      |
| ۸۷    | ایران | هافبک | امیررضا شیخی‌راد زیر ۲۱سال |
| ۹۶    | ایران | هافبک | محمدرضا عباسی             |
|       | ایران | مهاجم | حسین شنانی                |
|       | ایران | مهاجم | علی نصیری                 |
|       | ایران | مدافع | امیرحسین کلباسی           |
|       | ایران | مهاجم | علیرضا ملکی               |
|       | ایران | مدافع | فرشاد محمدی‌مهر            |
|       | ایران | مهاجم | سعید باقرپسند             |
|       | ایران | هافبک | ابوالفضل جانفشان          |

| شماره |       | نقش       | بازیکن           |
| ----- | ----- | --------- | ---------------- |
|       | ایران | مدافع     | محمدحسین رفیعی   |
|       | ایران | مهاجم     | محمدرضا محمدنژاد |
|       | ایران | مدافع     | ابوالفضل کاظمی   |
|       | ایران | هافبک     | پوریا رضازاده    |
|       | ایران | مدافع     | داوود رجبی       |
|       | ایران | هافبک     | علی نبی‌زاده      |
|       | ایران | مدافع     | متین کریم‌زاده    |
|       | ایران | مهاجم     | مرتضی خراسانی    |
|       | ایران | مهاجم     | افشین خطی        |
|       | ایران | دروازه‌بان | کوروش ملکی       |
|       | ایران | مهاجم     | بهروز بارانی     |
|       | ایران | مدافع     | روزبه آروانه     |
|       | ایران | هافبک     | میثم تهیدست      |
|       | ایران | مهاجم     | محمد سلطانی‌مهر   |
|       | ایران | دروازه‌بان | امید امیری       |

### شماره‌های بایگانی‌شده
| شماره | نام بازیکن   |
| ----- | ------------ |
| ۷     | نادر دست‌نشان |

### بازیکنان برجسته
| - نادر دست‌نشان - حسین مسگر ساروی - پیروز جغتاپور - رضا تقوی - فریدون فضلی - محمود فکری - شهاب گردان - ابراهیم تقی‌پور | - محمد نوازی - امید عالیشاه - علی علیپور - محمد عباس‌زاده - میثم بائو - علیرضا حقیقی - حسین ماهینی - مسعود شجاعی |

### کاپیتان‌ها
| کاپیتان           | کشور  | سال        |
| ----------------- | ----- | ---------- |
| نادر دست‌نشان      | ایران | ۱۳۷۸–۱۳۶۵  |
| عزیز زارع         | ایران | ۱۳۸۱–۱۳۷۸  |
| مرتضی عرب‌نژاد     | ایران | ۱۳۸۲–۱۳۸۱  |
| نصرالله نوربخش    | ایران | ۱۳۸۳–۱۳۸۲  |
| فرید یعقوب‌نیا     | ایران | ۱۳۸۸–۱۳۸۳  |
| هادی خدادادی      | ایران | ۱۳۸۹–۱۳۸۸  |
| محسن پورحاجی      | ایران | ۱۳۹۱–۱۳۸۹  |
| فریدون فضلی       | ایران | ۱۳۹۰       |
| میثم خداشناس      | ایران | ۱۳۹۲–۱۳۹۱  |
| محسن رحیمی        | ایران | ۱۳۹۳–۱۳۹۲  |
| محسن حسینی        | ایران | ۱۳۹۳       |
| عیسی پرتو         | ایران | ۱۳۹۴–۱۳۹۳  |
| میثم بائو         | ایران | ۱۳۹۴       |
| میثم خداشناس      | ایران | ۱۳۹۵–۱۳۹۴  |
| محمد عباس‌زاده     | ایران | ۱۳۹۶–۱۳۹۵  |
| مرتضی غلامعلی‌تبار | ایران | ۱۳۹۶       |
| محمد عباس‌زاده     | ایران | ۱۳۹۹–۱۳۹۶  |
| حامد شیری         | ایران | ۱۴۰۲–۱۳۹۹  |
| مسعود شجاعی       | ایران | ۱۴۰۱–۱۴۰۰  |
| مهرداد عبدی       | ایران | ۱۴۰۲       |
| محمد عباس‌زاده     | ایران | ۱۴۰۳–۱۴۰۲  |
| حسین زامهران      | ایران | اکنون–۱۴۰۳ |

### بیشترین حضور
فهرست بیشترین حضور در نساجی در سال‌های اخیر:
| #  | نام              | ملیت  | پست       | بازی |
| -- | ---------------- | ----- | --------- | ---- |
| ۱  | حامد شیری        | ایران | مدافع     | ۱۸۵  |
| ۲  | حسین زامهران     | ایران | هافبک     | ۱۶۲  |
| ۳  | مهرداد عبدی      | ایران | هافبک     | ۱۲۷  |
| ۴  | سعید غلامعلی‌بیگی | ایران | مدافع     | ۱۲۲  |
| ۵  | محمد عباس‌زاده    | ایران | مهاجم     | ۱۲۲  |
| ۶  | ایوب کلانتری     | ایران | هافبک     | ۱۰۸  |
| ۷  | حسن نجفی         | ایران | مدافع     | ۱۰۶  |
| ۸  | امیرمهدی جانملکی | ایران | مدافع     | ۱۰۱  |
| ۹  | کریم اسلامی      | ایران | مهاجم     | ۹۱   |
| ۱۰ | مجتبی ممشلی      | ایران | مدافع     | ۹۱   |
| ۱۱ | علیرضا حقیقی     | ایران | دروازه‌بان | ۸۸   |
| ۱۲ | صابر حردانی      | ایران | هافبک     | ۸۶   |
| ۱۳ | محمدمهدی نظری    | ایران | مهاجم     | ۸۴   |
| ۱۴ | محمد قاسمی‌نژاد   | ایران | هافبک     | ۷۲   |
| ۱۵ | علی شجاعی        | ایران | هافبک     | ۷۱   |

### گلزنان برتر
فهرست پانزده گلزن برتر سال‌های اخیر نساجی:
| #  | نام            | ملیت  | پست   | گل |
| -- | -------------- | ----- | ----- | -- |
| ۱  | محمد عباس‌زاده  | ایران | مهاجم | ۶۶ |
| ۲  | حامد شیری      | ایران | مدافع | ۲۶ |
| ۳  | حمید کاظمی     | ایران | مهاجم | ۱۶ |
| ۴  | کریم اسلامی    | ایران | مهاجم | ۱۵ |
| ۵  | مجتبی رمضانی   | ایران | هافبک | ۱۴ |
| ۶  | مجتبی ممشلی    | ایران | مدافع | ۱۴ |
| ۷  | محمدمهدی نظری  | ایران | مهاجم | ۱۲ |
| ۸  | ایوب کلانتری   | ایران | هافبک | ۱۲ |
| ۹  | محمدرضا آزادی  | ایران | مهاجم | ۱۲ |
| ۱۰ | حسن نجفی       | ایران | مدافع | ۱۰ |
| ۱۱ | حسین زامهران   | ایران | هافبک | ۱۰ |
| ۱۲ | رحمان جعفری    | ایران | مهاجم | ۹  |
| ۱۳ | مهرداد عبدی    | ایران | هافبک | ۹  |
| ۱۴ | شاهین مجیدی    | ایران | هافبک | ۷  |
| ۱۵ | محمد قاسمی‌نژاد | ایران | هافبک | ۷  |

### بازیکنان خارجی
فهرست تمام بازیکنان خارجی تاریخ نساجی:
| ردیف | نام              | کشور     | پست       | دوران بازی | بازی | گل |
| ---- | ---------------- | -------- | --------- | ---------- | ---- | -- |
| ۱    | ماتیوس آلونسو    | برزیل    | مدافع     | ۱۳۸۸–۱۳۸۹  | ۲۶   | ۰  |
| ۲    | بدرا جاکیته      | مالی     | مدافع     | ۱۳۸۸–۱۳۸۹  | ۳۹   | ۲  |
| ۳    | فونیکه سی        | مالی     | مهاجم     | ۱۳۸۸–۱۳۸۹  | ۲۰   | ۷  |
| ۴    | آلمیر تولیا      | بوسنی    | دروازه‌بان | ۱۳۸۸–۱۳۸۹  | ۱۴   | ۰  |
| ۵    | دلیمیر باجیچ     | بوسنی    | مدافع     | ۱۳۸۹–۱۳۹۰  | ۲۶   | ۲  |
| ۶    | دانیل فلومیگنان  | برزیل    | دروازه‌بان | ۱۳۸۹–۱۳۹۰  | ۹    | ۰  |
| ۷    | آمبونو آچیله     | کامرون   | مهاجم     | ۱۳۸۹–۱۳۹۰  | ۱۲   | ۱  |
| ۸    | دیوید ویکروم     | کامرون   | هافبک     | ۱۳۸۹–۱۳۹۰  | ۱۲   | ۲  |
| ۹    | گئورگی گولسیانی  | گرجستان  | مدافع     | ۱۳۹۷–۱۳۹۸  | ۲۳   | ۵  |
| ۱۰   | لاشا توتادزه     | گرجستان  | مدافع     | ۱۳۹۷–۱۳۹۸  | ۱۰   | ۱  |
| ۱۱   | آرفنگ دافه       | سنگال    | هافبک     | ۱۳۹۷–۱۳۹۸  | ۱۳   | ۰  |
| ۱۲   | آداما نیان       | مالی     | مهاجم     | ۱۴۰۱–۱۴۰۲  | ۲۶   | ۰  |
| ۱۳   | علا عباس         | عراق     | مهاجم     | ۱۴۰۲       | ۱۱   | ۱  |
| ۱۴   | نونو دلگادو      | اسپانیا  | هافبک     | ۱۴۰۲       | ۱۴   | ۱  |
| ۱۵   | لوآن پولی        | برزیل    | دروازه‌بان | ۱۴۰۳–۱۴۰۴  | ۴۰   | ۰  |
| ۱۶   | الکساندر مرکل    | قزاقستان | هافبک     | ۱۴۰۳–۱۴۰۴  | ۲۱   | ۱  |
| ۱۷   | منتظر محمد       | عراق     | هافبک     | ۱۴۰۳–۱۴۰۴  | ۱۷   | ۰  |
| ۱۸   | محمد عیسی        | سودان    | مهاجم     | ۱۴۰۳       | ۱۲   | ۰  |
| ۱۹   | کوین یامگا       | فرانسه   | هافبک     | ۱۴۰۳–۱۴۰۴  | ۲۵   | ۶  |
| ۲۰   | جسوربک یاخشیبوئف | ازبکستان | هافبک     | ۱۴۰۴       | ۴    | ۰  |

راهنما:
بازیکنانی که نامشان پررنگ نوشته شده است، سابقهٔ ملی در یک یا چند ردهٔ ملی را دارند.

## مربیان

### کادر فنی
از تاریخ ۱۳ اردیبهشت ۱۴۰۴
| سمت              | نام             |
| ---------------- | --------------- |
| سرمربی           | فراز کمالوند    |
| مربی             | سلمان تاجدار    |
| مربی             | داوود سیدعباسی  |
| مربی             | حمید عبداللهی   |
| مربی دروازه‌بان‌ها | مهدی ثابتی      |
| مربی بدنساز      | حمیدرضا جودکی   |
| مربی بدنساز      | عماد مهاجری     |
| آنالیزور         | صادق مقدم       |
| آنالیزور         | پیام کاظمی      |
| سرپرست تیم       | ایزد سیف‌الله‌پور |

### مربیان پیشین
| مربی             | کشور  | سال       |
| ---------------- | ----- | --------- |
| رحیم دست‌نشان     | ایران | ۱۳۶۲–۱۳۷۳ |
| فریدون عسگرزاده  | ایران | ۱۳۷۳      |
| ابوالفضل مزدستان | ایران | ۱۳۷۳      |
| رحیم دست‌نشان     | ایران | ۱۳۷۴      |
| نادر دست‌نشان     | ایران | ۱۳۷۵–۱۳۸۱ |
| حسین مسگر ساروی  | ایران | ۱۳۸۱–۱۳۸۳ |
| رحیم دست‌نشان     | ایران | ۱۳۸۳–۱۳۸۴ |
| ابراهیم طالبی    | ایران | ۱۳۸۴–۱۳۸۵ |
| ناصر حجازی       | ایران | ۱۳۸۵–۱۳۸۶ |
| مرتضی صادقی      | ایران | ۱۳۸۶      |
| حسین قزل‌سفلو     | ایران | ۱۳۸۶      |
| ابراهیم طالبی    | ایران | ۱۳۸۶–۱۳۸۷ |
| مرتضی صادقی      | ایران | ۱۳۸۷      |
| حسن خوردستان     | ایران | ۱۳۸۷      |
| مرتضی صادقی      | ایران | ۱۳۸۷      |
| رحیم دست‌نشان     | ایران | ۱۳۸۷–۱۳۸۸ |
| اسماعیل اسماعیلی | ایران | ۱۳۸۸      |

| مربی             | کشور   | سال       |
| ---------------- | ------ | --------- |
| نادر دست‌نشان     | ایران  | ۱۳۸۸      |
| رضا فروزانی      | ایران  | ۱۳۸۸–۱۳۸۹ |
| فرهاد کوچک‌زاده   | ایران  | ۱۳۸۹      |
| یحیی گل‌محمدی     | ایران  | ۱۳۸۹–۱۳۹۰ |
| اسماعیل اسماعیلی | ایران  | ۱۳۹۰–۱۳۹۱ |
| یونس گرائیلی     | ایران  | ۱۳۹۱–۱۳۹۲ |
| نادر دست‌نشان     | ایران  | ۱۳۹۲–۱۳۹۴ |
| پائولو آلوز      | پرتغال | ۱۳۹۴      |
| کوروش موسوی      | ایران  | ۱۳۹۴–۱۳۹۵ |
| محمود فکری       | ایران  | ۱۳۹۵      |
| حسین مسگر ساروی  | ایران  | ۱۳۹۵      |
| ساکت الهامی      | ایران  | ۱۳۹۵      |
| حسین مسگر ساروی  | ایران  | ۱۳۹۵–۱۳۹۶ |
| مهدی پاشازاده    | ایران  | ۱۳۹۶      |
| داوود مهابادی    | ایران  | ۱۳۹۶      |
| جواد نکونام      | ایران  | ۱۳۹۶–۱۳۹۷ |
| مجید جلالی       | ایران  | ۱۳۹۷–۱۳۹۸ |

| مربی             | کشور    | سال        |
| ---------------- | ------- | ---------- |
| محمدرضا مهاجری   | ایران   | ۱۳۹۸       |
| محمود فکری       | ایران   | ۱۳۹۸–۱۳۹۹  |
| وحید فاضلی       | ایران   | ۱۳۹۹       |
| مجید جلالی       | ایران   | ۱۳۹۹       |
| ساکت الهامی      | ایران   | ۱۳۹۹–۱۴۰۱  |
| اسماعیل اسماعیلی | ایران   | ۱۴۰۱       |
| حمید مطهری       | ایران   | ۱۴۰۱–۱۴۰۲  |
| کارلوس هرناندز   | اسپانیا | ۱۴۰۲       |
| سید مهدی رحمتی   | ایران   | ۱۴۰۲       |
| وحید رضایی       | ایران   | ۱۴۰۲       |
| لوکاس آلکاراس    | اسپانیا | ۱۴۰۲       |
| ساکت الهامی      | ایران   | ۱۴۰۲–۱۴۰۳  |
| مصطفی صداقت      | ایران   | ۱۴۰۳       |
| ساوو میلوشویچ    | صربستان | ۱۴۰۳–۱۴۰۴  |
| ساکت الهامی      | ایران   | ۱۴۰۴       |
| محمدرضا مهاجری   | ایران   | ۱۴۰۴       |
| فراز کمالوند     | ایران   | ۱۴۰۴–اکنون |

## مدیران

### چارت مدیریتی
از تاریخ ۱۰ فروردین ۱۴۰۴
| سمت                | نام               |
| ------------------ | ----------------- |
| مالک               | رضا حدادیان       |
| مدیرعامل           | حمیدرضا بایندریان |
| قائم‌مقام           | ایزد سیف‌الله‌پور   |
| مشاور عالی         | رحیم دست‌نشان      |
| رئیس هیئت‌مدیره     | امیرحسین فتحی     |
| نایب‌رئیس هیئت‌مدیره | حمیدرضا بایندریان |
| عضو هیئت‌مدیره      | ایزد سیف‌الله‌پور   |
| عضو هیئت‌مدیره      | امیر عرب          |

### مالکان پیشین
| مالک                      | دوران مالکیت |
| ------------------------- | ------------ |
| کوروش رحمانی              | ۱۳۸۷–۱۳۸۶    |
| مهدی پرهام                | ۱۳۹۱–۱۳۸۷    |
| حسین قاسم‌نژاد             | ۱۳۹۳–۱۳۹۱    |
| مهدی پرهام                | ۱۳۹۵–۱۳۹۳    |
| مهدی پرهام فرهاد صنیعی‌فر  | ۱۳۹۶–۱۳۹۵    |
| فرهاد صنیعی‌فر             | ۱۳۹۷–۱۳۹۶    |
| فرهاد صنیعی‌فر رضا حدادیان | ۱۳۹۸–۱۳۹۷    |
| رضا حدادیان               | اکنون–۱۳۹۸   |

### مدیران پیشین
| مدیر              | دوران مدیریت |
| ----------------- | ------------ |
| کوروش رحمانی      | ۱۳۸۵–۱۳۸۳    |
| عابد محزون        | ۱۳۸۵         |
| کوروش رحمانی      | ۱۳۸۷–۱۳۸۵    |
| محمدعلی قنبری     | ۱۳۸۸–۱۳۸۷    |
| مهدی پرهام        | ۱۳۸۹–۱۳۸۸    |
| محمدحسن حیدرزاده  | ۱۳۸۹         |
| سعید آذری         | ۱۳۹۰–۱۳۸۹    |
| محمدحسن حیدرزاده  | ۱۳۹۰         |
| یوسف دفتری        | ۱۳۹۰         |
| محمدحسن حیدرزاده  | ۱۳۹۰         |
| احمد سعادتمند     | ۱۳۹۱–۱۳۹۰    |
| محمدحسن حیدرزاده  | ۱۳۹۱         |
| محمدعلی قنبری     | ۱۳۹۲–۱۳۹۱    |
| محمدرضا رنجبر     | ۱۳۹۲         |
| محمدعلی قنبری     | ۱۳۹۳–۱۳۹۲    |
| صادق درودگر       | ۱۳۹۴–۱۳۹۳    |
| محمدحسن حیدرزاده  | ۱۳۹۵–۱۳۹۴    |
| حامد ابراهیمی     | ۱۳۹۵         |
| عبدالحمید رمضانی  | ۱۳۹۶–۱۳۹۵    |
| علی امیری         | ۱۳۹۷–۱۳۹۶    |
| محمد کاظمی        | ۱۳۹۸–۱۳۹۷    |
| محمدعلی قنبری     | ۱۳۹۸         |
| علیرضا اسدی       | ۱۳۹۸         |
| ایزد سیف‌الله‌پور   | ۱۳۹۸         |
| علی امیری         | ۱۳۹۹–۱۳۹۸    |
| ایزد سیف‌الله‌پور   | ۱۴۰۲–۱۳۹۹    |
| صادق درودگر       | ۱۴۰۲         |
| حمیدرضا بایندریان | ۱۴۰۳–۱۴۰۲    |
| علی خطیر          | ۱۴۰۴–۱۴۰۳    |
| حمیدرضا بایندریان | اکنون–۱۴۰۴   |

## آمار و ترین‌ها
- باشگاه نساجی یکی از پرطرفدارترین تیم‌های ایران است.[۸]
- باشگاه نساجی رکوردار حضور بیشترین تماشاگر در لیگ آزادگان می‌باشد.[۵۱]
- باشگاه نساجی یکی از با قدمت‌ترین تیم‌های باشگاهی فوتبال ایران است.[۷]
- نادر دست‌نشان کاپیتان پیشین نساجی توانست در هشت بازی متوالی لیگ فوتبال ایران نه بار گلزنی کند که در این زمینه رکورددار است.[۱۵]
- محمد عباس‌زاده کاپیتان پیشین نساجی با زدن بیش از پنجاه گل بهترین گلزن تاریخ باشگاهی در فوتبال ایران از لحاظ نرخ گلزنی در هر بازی می‌باشد؛ وی همچنین با زدن سه گل در شش دقیقه رکورددار سریع‌ترین هتریک در فوتبال ایران می‌باشد.[۱۰۵][۱۰۶]
- در فصل ۱۳۹۷–۱۳۹۷ جواد نکونام، سرمربی پیشین نساجی با ۳۷ سال سن، رکورددار جوان‌ترین سرمربی لیگ برتر فوتبال ایران را دارا شد.[۱۰۷]